# Кавендиш, Уильям, 4-й герцог Девонширский
Уильям Кавендиш (8 мая 1720 — 3 октября 1764, Спа, Германия) — британский государственный деятель, политик, лорд Кавендиш (1720—1729), маркиз Хартингтон (1729—1755), граф Девонширский и барон Кавендиш Хардвикский (с 13 июня 1751), 4-й герцог Девонширский (с 5 декабря 1755 года), премьер-министр Великобритании с 16 ноября 1756 года по 25 июня 1757 года.
Представитель богатого рода Кавендишей. 19 мая 1741 года избран членом Палаты общин (парламента) от Дербишира (в 1747 году переизбран). С 8 марта 1744 года — заместитель (deputy lieutenant) лорд-лейтенанта в графстве Стаффордшир, с 19 сентября 1745 года — в графстве Дербишир. 13 июня 1751 года с титулами графа Девонширского и барона Кавендиша Хардвикского перешёл из Палаты общин в Палату лордов. С 12 июля 1751 года по 3 ноября 1762 года — член Тайного совета, одновременно с 18 июля 1751 года по 1755 год — конюший Королевского двора (Master of the Horse).
С 16 января 1754 по 2 октября 1764 — Лорд Верховный казначей Ирландии (Lord High treasurer of Ireland) и губернатор графства Корк (Governor of co. Kork).
С 2 апреля 1755 года по 3 января 1757 года — лорд-лейтенант Ирландии.
С 17 января 1756 по 21 февраля 1764 — лорд-лейтенант Дербишира.
В тридцать шесть лет избран премьер-министром. В этом статусе пробыл 225 дней.

## Брак и дети
28 марта 1748 года женился на Шарлотте Элизабет Бойл, баронессе Клиффорд (1731—1754), дочери и наследнице Ричарда Бойла, 3 графа Бёрлингтона (известного архитектора).
Супруги имели детей:
- Уильям (1748—1811) — 5-й герцог Девоншир;
- леди Дороти (1750—1794) — супруга Уильяма Кавендиш-Бентинка, 3-го герцога Портлендского (ставшего также премьер-министром);
- Ричард (1752—1781);
- Джордж Август (1754—1834) — граф Бёрлингтон, дед 7-го герцога Девонширского;